# セルトリ・ライディッヒ細胞腫
セルトリ・ライディッヒ細胞腫（Sertoli–Leydig cell tumour）は、セルトリ細胞、ライディッヒ細胞、そして中・低分化新生物の場合には未発達な生殖腺間質、時にはその他の異種要素が様々な割合で存在する腫瘍群である。
セルトリ・ライディッヒ細胞腫（性索間質腫瘍の一つ）は、テストステロンを分泌する卵巣腫瘍であり、卵巣腫瘍および精巣腫瘍の性索間質腫瘍群の一つである。この腫瘍は成人期早期に発生し（新生児では見られない）、精巣腫瘍の1％未満を占める稀な腫瘍である。この腫瘍はどの年齢でも発生する可能性があるが、若年成人に最も多く発生する。最近の研究では、卵巣セルトリ・ライディッヒ細胞腫の多くの症例が、DICER1 遺伝子の生殖細胞変異によって引き起こされる事が示されている。これらの遺伝性の症例は若年者に多く、しばしば多結節性甲状腺腫を有し、胸膜肺芽腫、ウィルムス腫瘍、頸部横紋筋肉腫などの他の稀な腫瘍の病歴が個人または家族にある場合がある。
密接に関連する用語として、男化腫瘍（arrhenoblastoma）と男性胚細胞腫（androblastoma）が挙げられる。2つの用語は、MeSHではセルトリ・ライディッヒ細胞腫の下位に置かれている。

## 症候・症状
腫瘍から分泌される過剰なテストステロンが原因で、成人女性の30から50%で、進行性の男性化がみられる。男性化に先立って、無排卵、過少月経、無月経、および脱女性化が生じる。その他の徴候として、面皰、多毛、声変わり、陰核肥大、側頭部の毛の後退、筋肉の増加などが挙げられる。血清テストステロン値は高値を示す。

## 成因
セルトリ・ライディッヒ細胞腫の正確な原因は判明していない。しかし、ある種の遺伝子変異（DICER1 遺伝子）が多くの症例に関与している可能性を示す研究結果がある。

## 診断
卵巣腫瘍とホルモン障害の存在は、セルトリ・ライディッヒ細胞腫の存在を示唆しているが、ホルモンの異常は2⁄3の症例でのみ認められる。確定診断には生体組織診断が必要である。性索生殖腺間質腫瘍の項を参照。

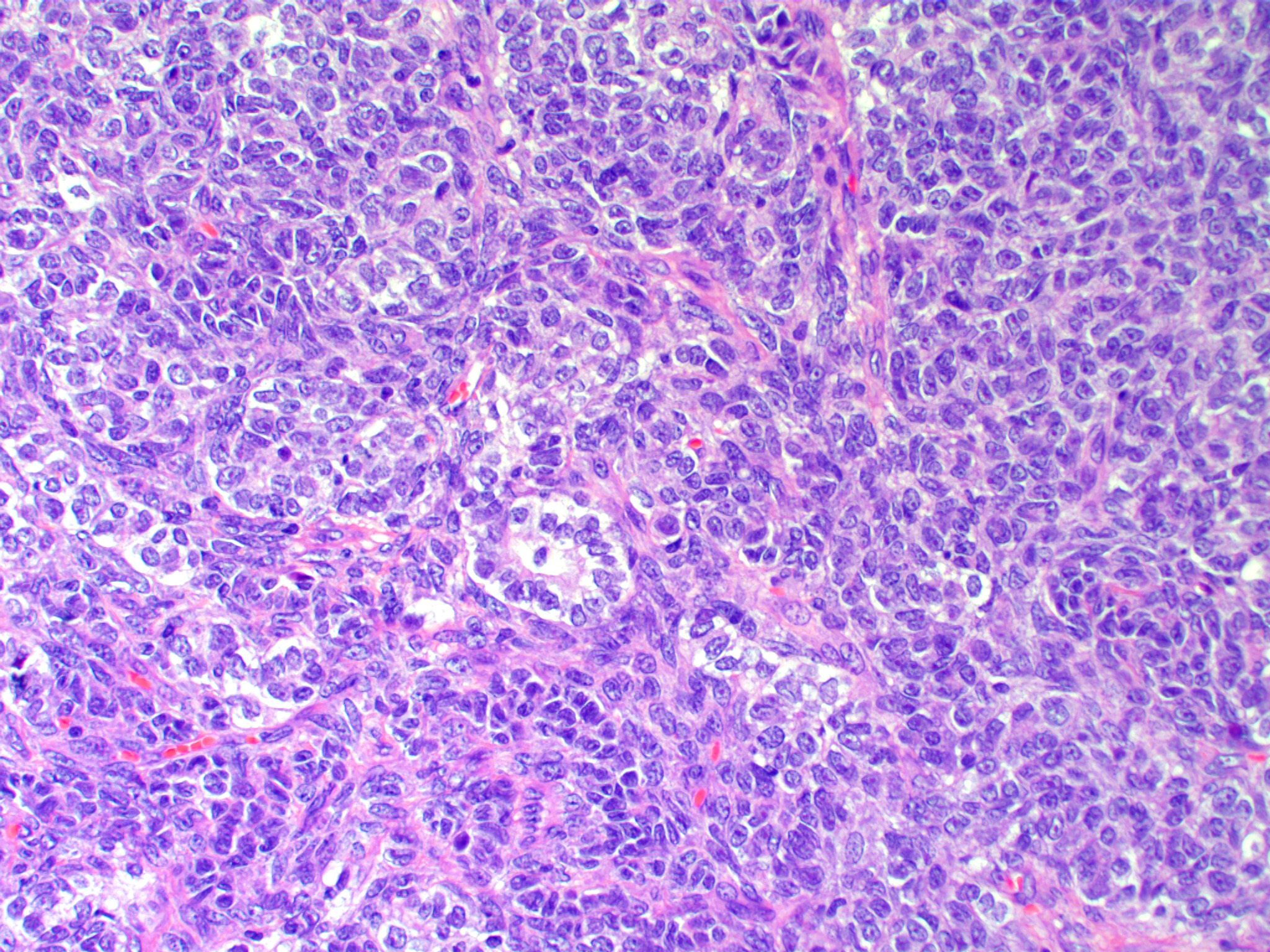
中分化型セルトリ・ライディッヒ細胞腫
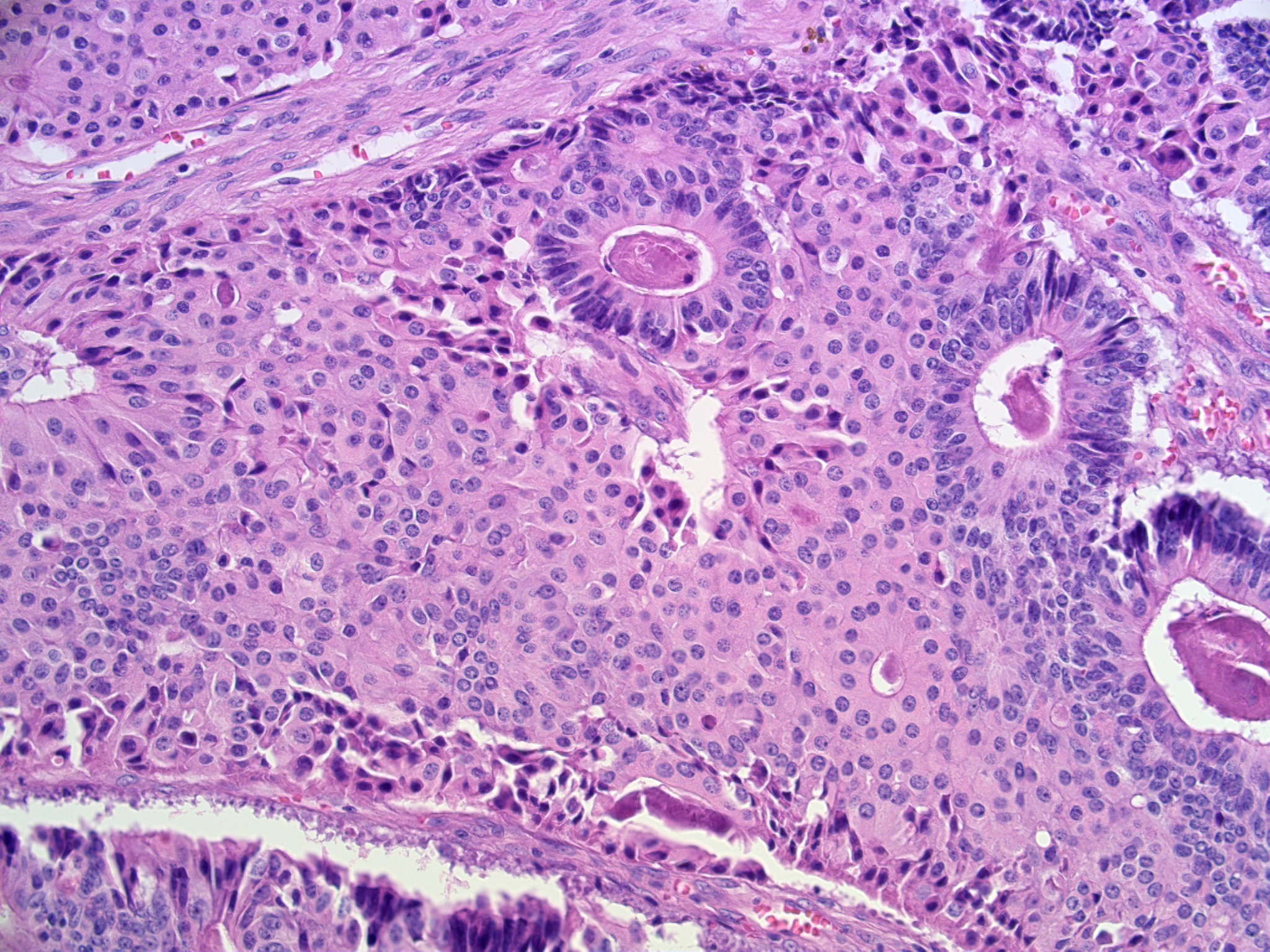
高分化型セルトリ・ライディッヒ細胞腫

### 分類
この腫瘍は、多くのサブタイプに細分化される。最も典型的なものは、セルトリ細胞に囲まれた小管とライディッヒ細胞の間質性クラスターで構成されている。

## 治療
通常は手術適応である。通常、妊孕性を温存した片側卵管卵巣切除術を実施する。悪性腫瘍の場合、手術は根治術適応となり、通常は補助化学療法、時には放射線療法が併用される。どのような場合でも、初期治療の後には経過観察が行われる。多くの場合、セルトリ・ライディッヒ細胞腫は腫瘍マーカーの上昇を認めない為、経過観察では身体検査と画像診断を繰り返す。 卵巣セルトリ・ライディッヒ細胞腫の多くが遺伝性であることから、臨床遺伝学サービスへの紹介を検討すべきである。
この腫瘍はゆっくりと成長する傾向があり、通常は良性であり予後は一般的に良好であるが、25%は悪性である。未分化な組織構造を有する悪性腫瘍の場合、予後は不良である。